# لیگ فوتبال ۹۱–۱۸۹۰
لیگ فوتبال ۹۱-۱۸۹۰ سومین دوره لیگ فوتبال انگلستان بود. پس از دو فصل تسلط تیم پرستون نورث اند، تیم اورتون با دو امتیاز بیشتر قهرمان شد. تیم استوک سیتی برای لیگ این فصل گزینش دوباره نشد و به جای این تیم ساندرلند که در آن روزها به "تیم تمام استعدادها" ملقب بود، از فوتبال آلیانس وارد مسابقات شد. دارون با ۱۱۲ گل خورده در رده آخر قرار گرفت.

## جدول نهایی لیگ[۲][۳]
جدول نهایی با تفکیک جدول دور رفت و برگشت و جدول کلی
| رده | تیم                | بازی |  | برد | مساوی | باخت | گل زده | گل خورده |  | برد | مساوی | باخت | گل زده | گل خورده |  | گل زده | گل خورده | میانگین گل | تفاضل گل |  | امتیاز |
| --- | ------------------ | ---- |  | --- | ----- | ---- | ------ | -------- |  | --- | ----- | ---- | ------ | -------- |  | ------ | -------- | ---------- | -------- |  | ------ |
| ۱   | اورتون             | ۲۲   |  | ۹   | ۰     | ۲    | ۳۹     | ۱۲       |  | ۵   | ۱     | ۵    | ۲۴     | ۱۷       |  | ۶۳     | ۲۹       | ۲٫۱۷۲      | +۳۴      |  | ۲۹     |
| ۲   | پرستون نورث اند    | ۲۲   |  | ۷   | ۳     | ۱    | ۳۰     | ۵        |  | ۵   | ۰     | ۶    | ۱۴     | ۱۸       |  | ۴۴     | ۲۳       | ۱٫۹۱۳      | +۲۱      |  | ۲۷     |
| ۳   | نوتس کانتی         | ۲۲   |  | ۹   | ۱     | ۱    | ۳۳     | ۱۱       |  | ۲   | ۳     | ۶    | ۱۹     | ۲۴       |  | ۵۲     | ۳۵       | ۱٫۴۸۶      | +۱۷      |  | ۲۶     |
| ۴   | ولورهمپتون واندررز | ۲۲   |  | ۸   | ۱     | ۲    | ۲۳     | ۸        |  | ۴   | ۱     | ۶    | ۱۶     | ۴۲       |  | ۳۹     | ۵۰       | ۰٫۷۸۰      | –۱۱      |  | ۲۶     |
| ۵   | بولتون واندررز     | ۲۲   |  | ۹   | ۰     | ۲    | ۳۶     | ۱۴       |  | ۳   | ۱     | ۷    | ۱۱     | ۲۰       |  | ۴۷     | ۳۴       | ۱٫۳۸۲      | +۱۳      |  | ۲۵     |
| ۶   | بلکبرن راورز       | ۲۲   |  | ۷   | ۱     | ۳    | ۲۹     | ۱۹       |  | ۴   | ۱     | ۶    | ۲۳     | ۲۴       |  | ۵۲     | ۴۳       | ۱٫۲۰۹      | +۹       |  | ۲۴     |
| ۷   | ساندرلند           | ۲۲   |  | ۷   | ۲     | ۲    | ۳۱     | ۱۳       |  | ۳   | ۳     | ۵    | ۲۰     | ۱۸       |  | ۵۱     | ۳۱       | ۱٫۶۴۵      | +۲۰      |  | ۲۳۱    |
| ۸   | برنلی              | ۲۲   |  | ۷   | ۱     | ۳    | ۳۳     | ۲۴       |  | ۲   | ۲     | ۷    | ۱۹     | ۳۹       |  | ۵۲     | ۶۳       | ۰٫۸۲۵      | –۱۱      |  | ۲۱     |
| ۹   | استون ویلا         | ۲۲   |  | ۵   | ۴     | ۲    | ۲۹     | ۱۸       |  | ۲   | ۰     | ۹    | ۱۶     | ۴۰       |  | ۴۵     | ۵۸       | ۰٫۷۷۶      | –۱۳      |  | ۱۸     |
| ۱۰  | اکرینگتون          | ۲۲   |  | ۵   | ۱     | ۵    | ۱۹     | ۱۹       |  | ۱   | ۳     | ۷    | ۹      | ۳۱       |  | ۲۸     | ۵۰       | ۰٫۵۶۰      | –۲۲      |  | ۱۶     |
| ۱۱  | دربی کانتی         | ۲۲   |  | ۶   | ۱     | ۴    | ۳۸     | ۲۸       |  | ۱   | ۰     | ۱۰   | ۹      | ۵۳       |  | ۴۷     | ۸۱       | ۰٫۵۸۰      | –۳۴      |  | ۱۵     |
| ۱۲  | وست برومویچ آلبیون | ۲۲   |  | ۳   | ۱     | ۷    | ۱۷     | ۲۶       |  | ۲   | ۱     | ۸    | ۱۷     | ۳۱       |  | ۳۴     | ۵۷       | ۰٫۵۹۶      | –۲۳      |  | ۱۲     |

۱از تیم ساندرلند به خاطر استفاده از بازیکنان غیر مجاز ثبت نام نشده دو امتیاز کسر شد.
| Key |                                |
| --- | ------------------------------ |
|     | قهرمان لیگ                     |
|     | قهرمان جام حذفی                |
|     | باشگاه‌های جدید                 |
|     | دوباره برگزیده شده             |
|     | دوباره برگزیده نشده (هیچ کدام) |

## نتایج
نتایج از وبگاه بنیاد آماری سند. ورزش. فوتبال و از کتاب "روثمن تاریچه لیگ فوتبال انگلستان" برگرفته شده‌است.
| میزبان ╲ میهمان    | آکر | است | بلک | بول | برن | درب | اور | نوت | پرس | سان | وست | ولو |
| آکرینگتون          |     | ۱–۳ | ۰–۴ | ۲–۱ | ۱–۱ | ۴–۰ | ۱–۲ | ۳–۲ | ۱–۳ | ۴–۱ | ۱–۰ | ۱–۲ |
| استون ویلا         | ۳–۱ |     | ۲–۲ | ۵–۰ | ۴–۴ | ۴–۰ | ۲–۲ | ۳–۲ | ۰–۱ | ۰–۰ | ۰–۴ | ۶–۲ |
| بلکبرن راورز       | ۰–۰ | ۵–۱ |     | ۰–۲ | ۵–۲ | ۸–۰ | ۲–۱ | ۱–۷ | ۱–۰ | ۳–۲ | ۲–۱ | ۲–۳ |
| بولتون واندررز     | ۶–۰ | ۴–۰ | ۲–۰ |     | ۱–۰ | ۳–۱ | ۰–۵ | ۴–۲ | ۱–۰ | ۲–۵ | ۷–۱ | ۶–۰ |
| برنلی              | ۲–۰ | ۲–۱ | ۱–۶ | ۱–۲ |     | ۶–۱ | ۳–۲ | ۰–۱ | ۶–۲ | ۳–۳ | ۵–۴ | ۴–۲ |
| دربی کانتی         | ۱–۲ | ۵–۴ | ۸–۵ | ۱–۱ | ۲–۴ |     | ۲–۶ | ۳–۱ | ۱–۳ | ۳–۱ | ۳–۱ | ۹–۰ |
| اورتون             | ۳–۲ | ۵–۰ | ۳–۱ | ۲–۰ | ۷–۳ | ۷–۰ |     | ۴–۲ | ۰–۱ | ۱–۰ | ۲–۳ | ۵–۰ |
| نوتس کانتی         | ۵–۰ | ۷–۱ | ۱–۲ | ۳–۱ | ۴–۰ | ۲–۱ | ۳–۱ |     | ۲–۱ | ۲–۱ | ۳–۲ | ۱–۱ |
| پرستون نورث اند    | ۱–۱ | ۴–۱ | ۱–۲ | ۱–۰ | ۷–۰ | ۶–۰ | ۲–۰ | ۰–۰ |     | ۰–۰ | ۳–۰ | ۵–۱ |
| ساندرلند           | ۲–۲ | ۵–۱ | ۳–۱ | ۲–۰ | ۲–۳ | ۵–۱ | ۱–۰ | ۴–۰ | ۳–۰ |     | ۱–۱ | ۳–۴ |
| وست برومویچ آلبیون | ۵–۱ | ۰–۳ | ۱–۰ | ۲–۴ | ۳–۱ | ۳–۴ | ۱–۴ | ۱–۱ | ۱–۳ | ۰–۴ |     | ۰–۱ |
| ولورهمپتون واندررز | ۳–۰ | ۲–۱ | ۲–۰ | ۱–۰ | ۳–۱ | ۵–۱ | ۰–۱ | ۱–۱ | ۲–۰ | ۰–۳ | ۴–۰ |     |

منبع: 
۱تیمهای میزبان در جدول عمودی و میهمان در جدول افقی.
رنگ ها: آبی = برد در خانه خود; زرد = مساوی; قرمز = باخت در خانه خود.

## روند گزینش دوباره تیم‌ها
قرار بر این بود که شمار تیم‌های لیگ فوتبال برای فصل ۹۲-۱۸۹۱ دو تیم افزابش یابد. علاوه بر این چهار تیم آخر جدول درخواست گزینش دوباره کردند و همچنین شش باشگاه خارج از لیگ (پنج تای آن‌ها از فوتبال آلیانس بودند) برای عضویت در لیگ فوتبال درخواست دادند. پس رای گیری این نتایج به دست آمد:
| تیم                | شمار رای‌ها | نتیجه                        |
| ------------------ | ---------- | ---------------------------- |
| اکرینگتون          | ۸          | دوباره برگزیده شد            |
| استون ویلا         | ۸          | دوباره برگزیده شد            |
| دارون              | ۷          | برای حضور در لیگ برگزیده شد  |
| استوک سیتی         | ۷          | برای حضور در لیگ برگزیده شد  |
| دربی کانتی         | ۶          | دوباره برگزیده شد            |
| وست برومویچ آلبیون | ۶          | دوباره برگزیده شد            |
| آردویک             | ۴          | برای حضور در لیگ برگزیده نشد |
| ناتینگهام فارست    | ۱          | برای حضور در لیگ برگزیده نشد |
| ساندرلند آلبیون    | ۱          | برای حضور در لیگ برگزیده نشد |
| نیوتون هیث         | ۰          | برای حضور در لیگ برگزیده نشد |